# Georg Sverdrup

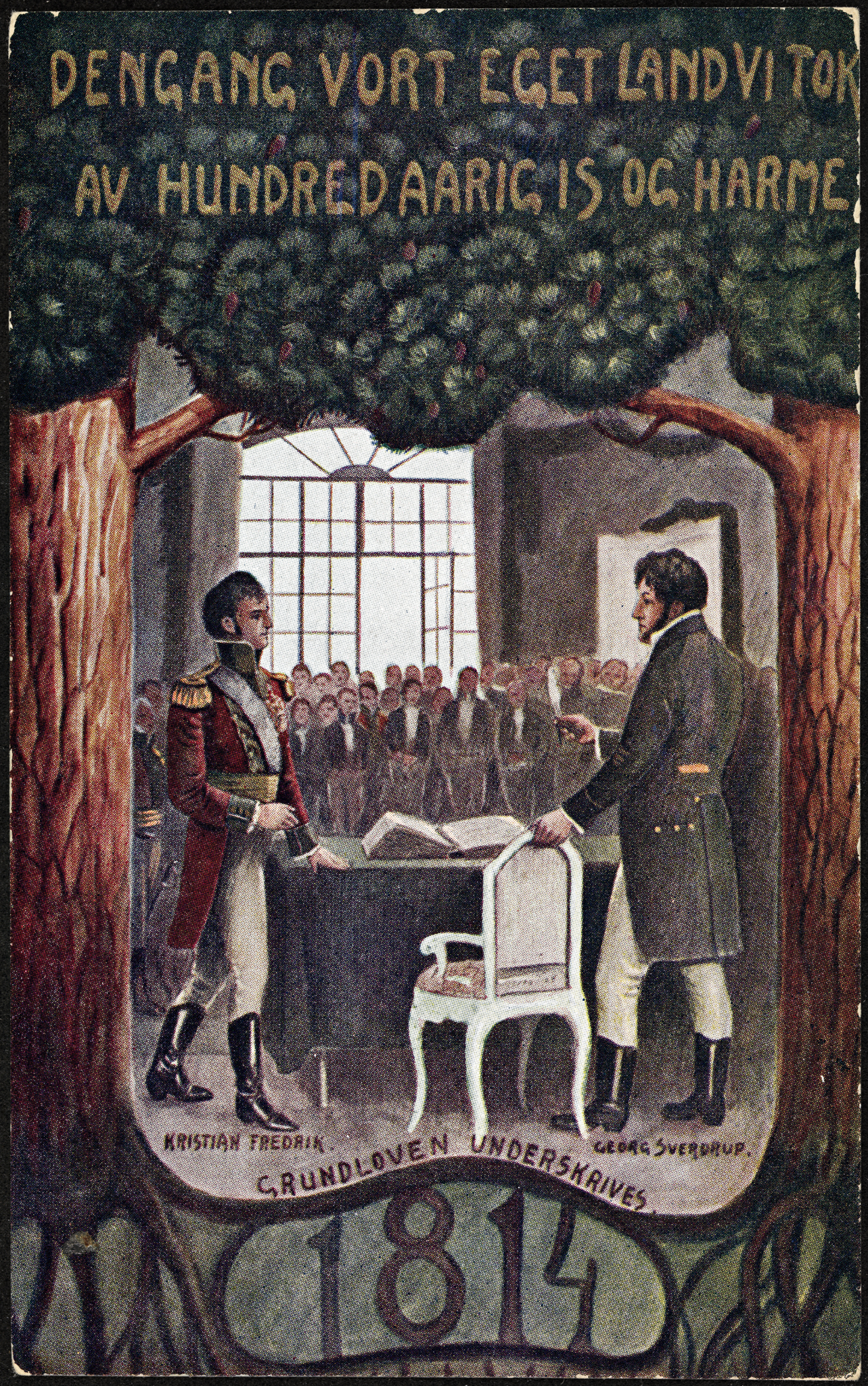
100e anniversaire de la signature de la Constitution norvégienne (Bibliothèque nationale de Norvège. 1918)

Georg Sverdrup, né Jørgen Sverdrup le 25 avril 1770 et mort 8 décembre 1850, est un homme d'État norvégien, surtout connu comme l'un des présidents de l'Assemblée constituante norvégienne à Eidsvoll en 1814. Il est membre du Parlement norvégien et est également responsable du développement de la première bibliothèque universitaire norvégienne.

## Biographie
Georg Sverdrup naît le 25 avril 1770, dans le village de pêcheurs de Laugen à Nærøy, Nord-Trøndelag, Norvège. Il est l'oncle des frères Harald Ulrik Sverdrup et Johan Sverdrup, respectivement membre du Parlement norvégien et Premier ministre de Norvège. Georg Sverdrup, le théologien luthérien norvégien-américain, est son petit-neveu.
Georg Sverdrup est entré à l'Université de Copenhague en 1794 et obtient un diplôme de philologie en 1798. Au cours de la période 1798-1799, il étudie à l' université de Göttingen.
Il représente Christiania à l'Assemblée constitutionnelle norvégienne en 1814 à Eidsvoll. Il est le dernier président de l'Assemblée, choisit l'avant-dernier jour, le 16 mai. Il dirige l'élection du roi et prononce le discours de clôture. Il st ensuite élu au Parlement norvégien en 1818 et 1824,.
Georg Sverdrup devient professeur de grec à l'université de Copenhague en 1805. Il est bibliothécaire de la bibliothèque universitaire de 1813 à 1845. L'université d'Oslo est fondée en 1811 sous le nom d'université royale Frederick, mais en raison de la guerre napoléonienne ce n'est qu'en 1815 que Georg Sverdrup peut recevoir les 50 000 volumes, alors à Copenhague, destinés à la nouvelle bibliothèque universitaire. Georg Sverdrup devient professeur de grec à l'université de Copenhague en 1805. Il est bibliothécaire de la bibliothèque universitaire de 1813 à 1845,.
Georg Sverdrup est inhumé à Vår Frelsers gravlund . La porte Sverdrups dans le district de Grünerløkka à Oslo a été nommée en son honneur. La nouvelle bibliothèque universitaire de Blindern ( Georg Sverdrups hus – Universitetsbibliotekets ), achevée en 1999, porte le nom de Georg Sverdrup . Elle abrite plus de 2 000 000 de livres.[réf. nécessaire]